# Clark-normaalelement

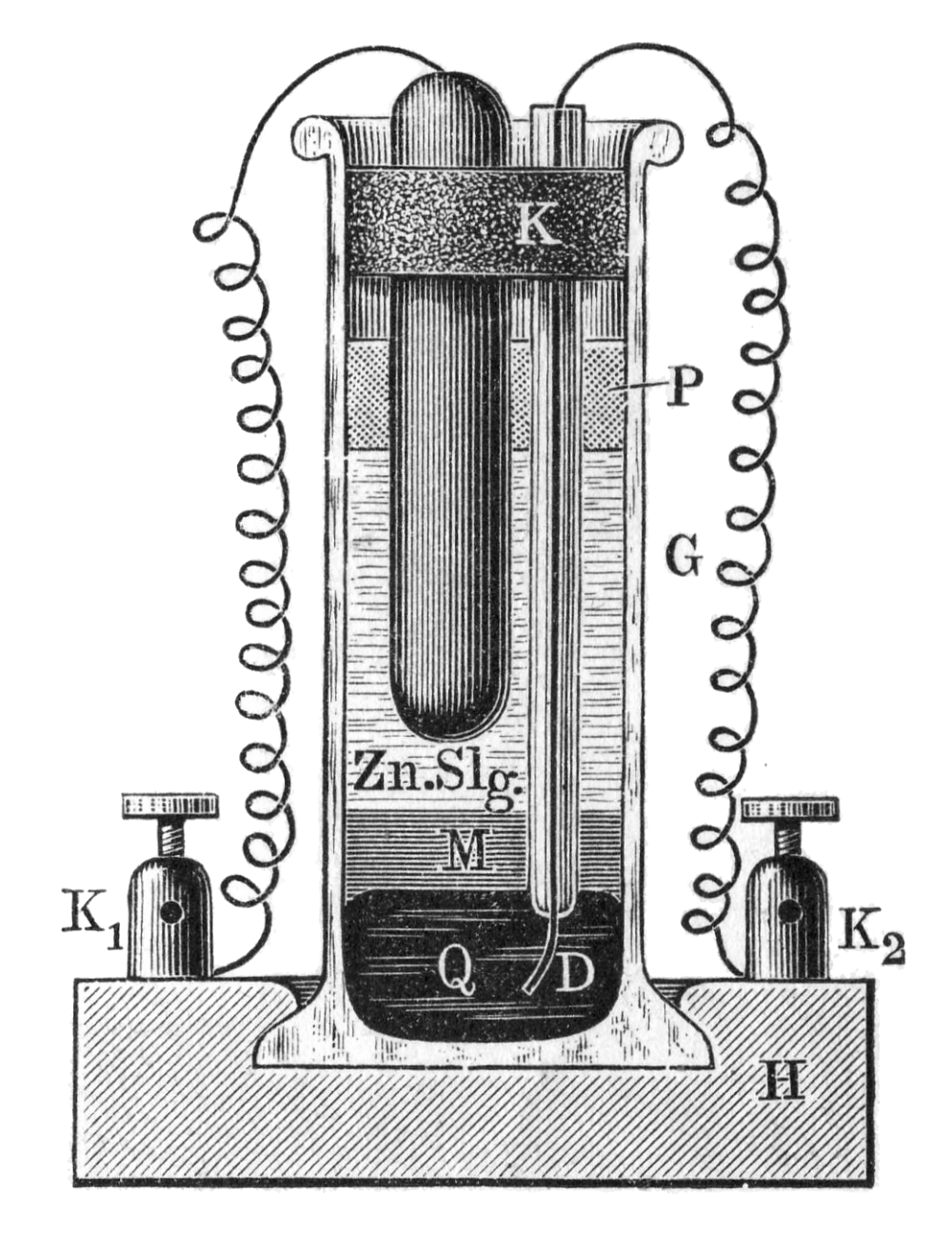
Clark-normaalelement

De clark-normaalelement (of clarkcel) is een galvanisch element (batterij) die een zeer stabiele elektrische spanning levert, geschikt voor laboratorium- en kalibratiedoeleinden. Deze werd in 1873 uitgevonden door de Britse technicus Josiah Latimer Clark.

## Constructie
Het basisprincipe van het clark-normaalelement bestaat uit een anode van zink of zinkamalgaam, een kathode van zuiver kwik en een verzadigde oplossing van zinksulfaat als elektrolyt. Als depolarisator wordt een pasta van kwik(I)sulfaat gebruikt.

### Originele element
De originele uitvoering van Clark is een glazen pot die vergelijkbaar is met de gravitatie daniell-element. De koperen kathode was hierbij door Clark vervangen door kwik die op de bodem van de pot ligt. Boven op het kwik ligt de pasta van kwiksulfaat en daarboven de waterige oplossing van zinksulfaat waarin een korte zinken staaf is gedompeld. De glazen pot was afgedicht met een kurk met daarin twee gaten; een voor de zinken staaf en een voor een dun glazen buisje die reikt tot vlak boven de bodem van de pot. Een platinadraad, versmolten aan de onderkant van het glazen buisje, maakt een elektrische verbinding met de kwikplas. Het geheel is luchtdicht verzegeld met een dun laagje watervaste lijm.

### H-vormig element
In 1882 werd door Lord Rayleigh de H-vormige glazen buis geïntroduceerd. In het ene been was de elektrode van zinkamalgaam aangebracht, in het andere been de elektrode van zuiver kwik met daarboven de depolarisator van kwiksulfaat. Het geheel is tot aan de top toe gevuld met de zinksulfaat oplossing. Aan de onderkant van de glazen benen zijn draden van platina aangebracht die de elektrische verbindingen verzorgen met het zinkamalgaam respectievelijk het kwik.

## Eigenschappen
Clarks normaalelement levert een constante referentiespanning van 1,4328 volt bij een omgevingstemperatuur van 15 °C en als de opgenomen stroom zeer klein is. (Bij voorkeur moeten normaalelementen in stroomloze toestand gebruikt worden om spanningsverliezen ten gevolge van overgangsweerstanden te voorkomen)
Hoewel het ontwerp van Clark een grote verbetering was ten opzichte van het daniell-element, had het toch twee grote nadelen; de vrij grote temperatuurscoëfficiënt van –1.15mV/°C en corrosie van de platinadraden daar waar het in contact komt met het zinkamalgaam.
Met de introductie van de temperatuur-stabielere Weston-normaalelement in 1911 als internationale spanningsstandaard raakte het clark-normaalelement al snel in onbruik.